# Arrondissement de Bois-le-Duc
L'arrondissement de Bois-le-Duc est une ancienne subdivision administrative française du département des Bouches-du-Rhin créée le 24 avril 1810 et supprimée le 11 avril 1814.

## Composition
Il comprenait les cantons de Bois-le-Duc, Boxtel, Heusden, Oisterwijk, Oss, Tilburg, Waalwijk et Zaltbommel.